# Ceratagallia ovata
Ceratagallia ovata är en insektsart som beskrevs av Paul W. Oman 1935. Ceratagallia ovata ingår i släktet Ceratagallia och familjen dvärgstritar. Inga underarter finns listade i Catalogue of Life.